# Marie Kondo
Marie Kondo (近藤 麻理恵) rođena 9. Listopada 1984., poznata i kao Konmari (こんまり), je japanska savjetnica za organizaciju, autorica knjiga i voditeljica TV emisije.
Kondo je napisala četiri knjige o organiziranju, koje su zajedno prodane u milijunima primjeraka širom svijeta. Njezine su knjige prevedene s japanskog na nekoliko jezika, uključujući korejski, kineski, španjolski, indonezijski, talijanski, francuski, njemački, švedski, portugalski, katalonski i engleski jezik. Konkretno, njezina knjiga Čarolija pospremanja koja će vam promijeniti život (2011.) objavljena je u više od 30 zemalja. Bila je najprodavanija u Japanu i Europi, a objavljena je u Sjedinjenim Državama 2014.godine.
U Sjedinjenim Američkim Državama i Velikoj Britaniji Marie Kondo i KonMari metoda su uvelike promovirani uspjehom Netflixove serije Pospremanje s Marie Kondo, objavljene 2019. godine, koja joj je donijela nominaciju za nagradu Emmy.
Bila je navedena kao jedna od "100 najutjecajnijih ljudi" 2015.godine u časopisu  Time ' ‘
Marie Kondo je otvorila internetsku trgovinu pod nazivom KonMari 18. studenog 2019 godine.

## Životopis
Marie Kondo kaže da ju je organizacija zanimala od djetinjstva. U osnovnoj školi Kondo je utrčala u učionicu pospremiti police s knjigama dok su se njezini kolege iz razreda igrali na satu tjelesnog. Kad god su postojale nominacije za uloge u razredu, nije tražila da bude predstavnik razreda ili hranilica kućnih ljubimaca. Umjesto toga, žudjela je da bude voditeljica polica za knjige kako bi nastavila sređivati knjige. Rekla je da je jednog dana doživjela proboj u organizaciji: "Bila sam opsjednuta onim što bih mogla baciti. Jednog dana imala sam svojevrsni živčani slom i pala u nesvijest. Dva sata sam bila u nesvijesti. Kad sam došla k sebi, začula sam tajanstveni glas, kao od nekog boga sređivanja koji mi je rekao da pažljivije pogledam svoje stvari. Tada sam shvatila svoju pogrešku: tražila sam samo stvari koje bih izbacila. Ono što bih trebala raditi je pronaći stvari koje želim zadržati. Prepoznavanje stvari koje vas čine sretnima: to je posao raščišćavanja i pospremanja. " 
Provela je pet godina kao pomoćna djevojka u šintoističkom svetištu. Bila je studentica sociologije na ženskom kršćanskom sveučilištu Tokyo. U završnoj godini napisala je svoju magistarski rad pod nazivom "Pospremanje gledano iz perspektive spola". 

## KonMari metoda
KonMari metoda je metoda raščišćavanja i pospremanja stvari u domu i na radnom mjestu na način da se zadržavaju predmeti koji "izazivaju radost" ( japanski jezikと き め くtokimeku, prevedeno kao ekvivalent engleskom) lepršati, lupati, lupati "), za razliku od odlučivanja što će se odbaciti.
Metoda sadrži šest osnovnih pravila:
1) Posvetiti se pospremanju – pospremanje zahtjeva vrijeme i trud te je stoga bitno čvrsto se tome posvetiti
2) Zamisliti svoj idealan način života – detaljno zamisliti kako želimo da dom ili ured izgleda, te zamisliti kako se želimo osjećati u tom prostoru.
3) Prvo završiti s raščišćavanjem – prije organizacije i pospremanja predmeta, potrebno je prvo odlučiti što ostaje a što ne ostaje u prostoru
4) Raščišćava se po kategorijama, a ne po lokaciji – na taj način se bolje uviđa količina koja se posjeduje, da li postoje duplikati, bolje se pristupa svakom predmetu te se bolje pripremaju planovi za skladištenje
5) Slijedi se pravi redoslijed: Odjeća – Knjige – Papiri – Komono (razni predmeti) – Sentimentalni predmeti. 
KonMari festival je pojam koji označava da je osoba odlučila pospremiti sve kategorije odnosno cijeli dom po KonMari metodi. 
6) Pitanje “izaziva li radost”? - važno je čvrsto držati predmet objema rukama. Obratiti pažnju kako  tijelo reagira na predmet. Kad nešto potakne radost, trebalo bi se osjetiti malo uzbuđenje, kao da stanice u tijelu polako rastu. Kad ne pobudi radost,  tijelo će se osjećati teže. 
Sljedeći presudni aspekt KonMari metode je pronaći određeno mjesto za svaki predmet u kući i marljivo ga svaki put vraćati nakon upotrebe.
Zahvalnost je još jedna od bitnih stavki ove metode. Zahvaljuje se odbačenim predmetima što su nekada donosili radost ili što nisu nikada budili radost pa samim time pokazali što osoba voli a što ne. Predmetima koji ostaju, zahvalnošću se potiče uvažavanje i želja za boljom brigom o stvarima u životu pojedinca.

Kondo kaže da je njezina metoda djelomično nadahnuta šintoističkom religijom. Čišćenje i pravilno organiziranje stvari može biti duhovna praksa u šintoizmu, koja se bavi energijom ili božanskim duhom stvari ( kami ) i pravim načinom života ( kannagara ):
"Čuvanje onoga što imate; tretiranje predmeta koje posjedujete, ne kao jednokratne, već vrijedne, bez obzira na njihovu stvarnu novčanu vrijednost; te stvaranje prostora da možete vrednovati svaki pojedinačni predmet, su osnove šintoistički načina življenja."

## Medijski nastupi
Dvodijelna TV dramatizacija snimljena je 2013. godine prema Marie Kondo i njezinom djelu pod nazivomja. 人生がときめく片づけの魔法( Jinsei ga Tokimeku Katazuke no Mahō ). Predavala je i nastupala na televiziji. Objavila je seriju videozapisa u kojima podučava "najbolji načinu slaganja za savršen izgled".
Prvog siječnja 2019. Netflix objavio seriju pod nazivom "Pospremanje s Marie Kondo". U seriji, Marie posjećuje razne američke obiteljske kuće pune predmeta i vodi obitelji u raščišćavanju svojom KonMari metodom. Nakon izlaska svoje Netflixove serije, Marie je bila predmet raznih internetskih memeova. Isječak nje govoreći: „Volim nered” je uvršten u časopisu Time na popis "deset najboljih mema 2019.godine" 
Marie Kondo se 4. veljače 2019. pojavila u emisiji The Late Show sa Stephenom Colbertom na CBS-u. 

## Osobni život
Marie Kondo se 2012. godine udala za Takumi Kawahara.  U vrijeme kad su se upoznali, Kawahara je radio u podršci prodaje i marketinga u korporaciji u Osaki. Jednom kada je Kondova karijera krenula, napustio je posao da bi postao njezin menadžer te, na kraju, izvršni direktor Konmari Media, LLC. Par ima dvije kćeri, Satsuki i Miku.  Kondo je 27. siječnja 2021. objavila da očekuje treće dijete.
Nakon vjenčanja živjeli su u Tokiju, a kasnije su se preselili u San Francisco. Od 2019. Kondo i njezina obitelj žive u Los Angelesu u Kaliforniji .

## Publikacije
- Čarolija pospremanja koja će vam promijeniti život, Zagreb, Mozaik knjiga ISBN: 9789531418843
  - Japanski prijevod: Jinsei ga Tokimeku Katazuke no Mahō (人生 が と き め く 片 づ け の 魔法). Tokio: Sunmark Shuppan, 2011 .;ISBN 978-4-7631-3120-1 (in Japanese)
  - Njemački prijevod. Čarobno čišćenje: Wie richtiges Aufräumen Ihr Leben verändert. Rowohlt, Reinbek bei Hamburg, 2013 .;ISBN 978-3-499-62481-0 .
  - Engleski prijevod. The Life-Changing Magic of Tidying Up: The Japanese Art of Decluttering and Organizing New York: Ten Speed Press, 2014 .;ISBN 978-1607747307 .
- Spark Joy: Ilustrirani vodič kroz čaroliju pospremanja koja mijenja život  - Irasuto de Tokimeku Katazuke no Mahō = Ilustrirani vodič kroz čaroliju pospremanja koja mijenja život (イ ラ ス ト で と き め く 片 付 け の 魔法）). Tokio: Sunmark Shuppan, 2015 .;ISBN 978-4-7631-3427-1 .
- Radost na poslu - Joy at Work: Organizing Your Professional Life - Publisher : Little, Brown Spark;2020
  - ISBN-10 : 0316497959
  - ISBN-13 : 978-0316497954
- Manga pospremanja koja mijenja život: čarobna priča - Manga de Yomu Jinsei je Tokimeku Katazuke no Mahō. Tokio: Sunmark Publishing, 2017 .;
  - Engleski prijevod. The Life-Changing Manga of Tidying Up: a magical story. New York: Ten Speed Press, 2017 .;ISBN 978-0-399-58053-6

## Vanjske poveznice
Službena stranica: https://konmari.com
Marie Kondo na IMDb